# Vale of Leven Football & Athletic Club
Vale of Leven Football & Athletic Club er en skotsk fodboldklub i Alexandria, Skotland i Vale of Leven-området i West Dumbartonshire. I begyndelsen af skotsk fodbolds historie var Vale of Leven og naboklubben Renton FC magtfaktorer. Vale of Leven vandt Scottish Cup tre gange i træk i 1877, 1878 og 1879 samt Celtic Society Cup i shinty i 1879. 
Vale of Leven var blandt de klubber, som grundlagde Scottish Football League i 1890, men på det tidspunkt var klubben ved at bliver overhalet af de fremadstormende klubber fra Glasgow og Dumbarton. I sæsonen 1891-92 sluttede holdet sidst i ligaen uden sejre, og i stedet for at forsøge at blive genvalgt til ligaen for anden sæson i træk, meldte klubben sig ud af ligaen og trådte i stedet ind i den konkurrerende Scottish Football Alliance, hvor klubben spillede en enkelt sæson.
Fra 1893 til 1902 spillede Vale of Leven kun venskabskampe og cupturneringer men trådte derefter ind i Scottish Football Combination. I 1905 blev Scottish Football Leagues 2. division udvidet med to hold, og klubben ansøgte derfor om at blive (og blev) genoptaget i ligaen. Vale blev nr. 2 i 1906-07 og 1908-09 men tabte begge gange afstemningen om at blive rykket op i 1. division. Det efterfølgende årti havde klubben problemer og sluttede jævnligt i bunden af tabellen. Da 2. division blev nedlagt i 1915 skiftede Vale til Western League. Efter første verdenskrig vendte Vale of Leven igen tilbage til Scottish Football League og kom med i den gendannede 2. division. Klubben blev nedrykket til den nydannede 3. division i 1923, men turneringen blev nedlagt i 1926 på grund af økonomiske problemer.
Efter én sæson i Scottish Alliance tvang finansielle vanskeligheder klubben til i stedet at spille i en lokal liga, indtil klubben blev nedlagt i 1929. Den blev offer for den store depression, som viste sig at blive katastrofal for mange skotske professionelle og amatørklubber. Det var meningen at genoplive klubben, når den lokale økonomiske situation tillod det, men i mellemtiden blev hjemmebanen Millburn Park overtaget af et nytoprettet amatørhold, Vale of Leven Old Church Old Boys Association (normalt omtalt som "Vale OCOBA"), som deltog i Scottish Cup fra 1931 til 1938, og som havde succes i først West of Scotland Amateur League og senere i Scottish Combination.
Vale Of Leven OCOBA blev inviteret til at deltage i en reorganiseret Scottish Football Alliance sammen med Babcock & Wilcox, Galston, Girvan Athletic, Nithsdale Wanderers, Queen's Park Strollers (Queen's Parks tredjehold) og Stranraer, hvilket de gjorde, men under navnet Vale of Leven Football & Athletic Club – navnet "Vale OCOBA" var pist forsvundet. Udbruddet af anden verdenskrig forårsagede imidlertid, at ligaen blev aflyst i december 1939 på grund af rejserestriktioner. For at overleve meldte Vale of Leven sig hurtigt ind i Scottish Junior Football Association, som manglede et hold i sin Central League efter Springfield Athletics konkurs.
Teknisk set er den nuværende klub altså ikke knyttet til den oprindelig klub, men i praksis er den en fortsættelse af den. Den oprindelige klub spillede i mørkeblå trøjer, mørkeblå bukser og røde strømper.